# 大平山濤
大平 山濤（おおひら さんとう、1916年6月30日 - 2007年9月9日）は、日本の書家、文化功労者。本名、正信。
富山県下新川郡朝日町生まれ。富山県師範学校卒業、富山県立魚津高等学校に勤務。1947年金子鷗亭に師事する。1968年教員を辞職して上京、抱山社を創設する。1991年毎日書道展文部大臣賞、1992年毎日芸術賞受賞。2002年文化功労者。2007年9月9日、死去。享年91。日展参与、日本詩文書作家協会最高顧問を務めた。魚津市の新川文化ホールには「山濤記念室」があり、作品の一部が展示されている。